# Momchilgrad
Momchilgrad (en búlgaro: Момчилград; «la ciudad de Momchil», turco: "Mestanlı") es una ciudad de Bulgaria en la provincia de Kardzhali.

## Geografía
Se encuentra a una altitud de 274 m s. n. m. a 278 km de la capital nacional, Sofía.

## Demografía
Según estimación 2012 contaba con una población de 9 279 habitantes.
|         | 2004  | 2005  | 2006  | 2007  | 2008  | 2009  | 2010  |
| Mujeres | 3 989 | 3 952 | 3 947 | 3 900 | 3 906 | 3 873 | 3 822 |
| Varones | 3 918 | 3 894 | 3 880 | 3 796 | 3 788 | 3 758 | 3 720 |
| Total   | 7 907 | 7 846 | 7 827 | 7 696 | 7 694 | 7 631 | 7542  |